# Acalypha padifolia
Acalypha padifolia är en törelväxtart som beskrevs av Carl Sigismund Kunth. Acalypha padifolia ingår i släktet akalyfor, och familjen törelväxter. Inga underarter finns listade i Catalogue of Life.